# 弗拉基米尔·涅克利亚耶夫

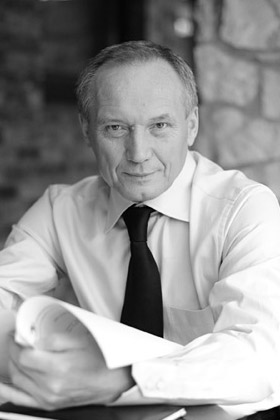
弗拉基米尔·涅克利亚耶夫

弗拉基米尔·普罗科菲耶维奇·涅克利亚耶夫（羅馬化：Uladzimir Prakopavich Nyaklyayew，1946年7月11日—），白俄罗斯诗人和作家，曾是公众运动组织“訴說真相”的负责人。
涅克利亚耶夫曾作为总统候选人之一参加2010年白俄罗斯总统选举，在12月19日投票日当天晚上，他在明斯克参加反对派的集会，遭到特别警察部队殴打，随后送医治疗，其竞选团队亦被控以携带爆炸物的罪名遭到逮捕。此后他被白俄罗斯克格勃关押，至12月29日以“大规模骚乱”对其进行起诉。2011年1月11日，他被大赦国际认定为良心犯，同年荣获图霍尔斯基奖。